# Бурханпур (округ)
Бурханпу́р (хинди बुरहानपुर जिला; англ. Burhanpur) — округ в индийском штате Мадхья-Прадеш. Образован 15 августа 2003 года из части территории округа Кхандва. Административный центр — город Бурханпур. Площадь округа — 4573 км². По данным всеиндийской переписи 2001 года население округа составляло 634 883 человека.